# Тисовец (Черновицкая область)
Тисовец (укр. Тисовець) — село в Великокучуровской сельской общине Черновицкого района Черновицкой области Украины.
До 2020 года входило в Сторожинецкий район
Население по переписи 2001 года составляло 3556 человек. Почтовый индекс — 59054. Телефонный код — 3735. Код КОАТУУ — 7324589701.